# The Wave (Almere)
The Wave is een wooncomplex in het centrum van de Nederlandse stad Almere en is gereedgekomen in 2004. Het gebouw is ontworpen door de architect René van Zuuk en maakt deel uit van Citymall Almere. Het complex is gelegen aan het Weerwater.
The Wave heeft aan de noordzijde een golf vormige gevel, voorzien van zilverkleurige ALCOA RT-62 Serie aluminium puien uitgevoerd door Kolf&Molijn geveltechniek uit Emmeloord.
Geen van deze puien is identiek aan een ander. De puien zijn allemaal als parallel geproduceerd maar elk in een unieke verstekhoek. Ook staat elke pui in deze gevel verticaal gezien onder een andere hoek uit het lood. 
Bij de bouw is gebruikgemaakt van tunnelbekisting, hierbij worden vloer en wand gelijktijdig in beton gestort.